# 7-ديهيدروكوليستيرول

طبقات البشرة للجلد.

7-ديهيدروكوليستيرول (بالإنجليزية: 7-Dehydrocholesterol)‏ هو ستيرول حيواني يعمل كمؤشر للكولسترول في الدم، ويتم تحويله إلى فيتامين د3 في الجلد، ولذلك يعمل كطليعة لفيتامين-د3. وجود هذا المركب في جلد الإنسان يمكنه من تصنيع فيتامين د3 من الأشعة فوق البنفسجية الصادرة من ضوء الشمس، عن طريق ايزومير طليعة لفيتامين-د3. كما أنه يتواجد في حليب أنواع مختلفة من الثدييات. وقد تم اكتشافه من قبل الحائز على جائزة نوبل، عالم الكيمياء العضوية أدولف فينداوس.